# Doomina
Doomina ist eine instrumentale Post-Rock-Band aus Klagenfurt, die 2006 gegründet wurde.

## Geschichte
Doomina wurde 2006 von Daniel Gedermann (Gitarre) in Klagenfurt als Doom-Metal-Band mit Stoner-Rock- und Sludge-Einflüssen gegründet. 2007 kam Christian Oberlercher (Bass) dazu. Die Besetzung der Band änderte sich immer wieder, bis 2012 die aktuelle Formation mit Erich Kuttnig (Schlagzeug) und Lukas Geyer (Gitarre) entstand. Mehr noch als das Debütalbum Elsewhere (2012) ist das Album Beauty (2013) zunehmend dem Post-Rock-Genre zuzuordnen. Doomina zeichnet sich durch komplexe Arrangements kraftvoller und atmosphärischer Instrumentalmusik aus und legt großen Wert auf detailreich ausgefeiltes Songwriting. Mit dem selbstbetitelten Album Doomina (2015) trat die Band 2015 auf dem DUNK!, eines der größten europäischen Post-Rock-Festivals in Belgien, neben Jakob, Caspian und Mono auf und erhielt international sehr gute Kritiken. Es gab weitere Auftritte mit Musikern wie den Russian Circles, God Is an Astronaut, ef, Colour Haze, den Truckfighters oder Jaye Jayle. Das vierte Studioalbum Orenda, welches wiederum gute Kritiken erhielt, wurde am 19. Oktober 2018 vom österreichischen Label Noise Appeal Records veröffentlicht, und das Video zum Track I, Barbarian mit Michael Pink ist seit 9. Oktober 2018 online.

## Diskografie
Alben
- 2012: Elsewhere (Eigenveröffentlichung)
- 2013: Beauty (Eigenveröffentlichung)
- 2015: Doomina (Noise Appeal Records)
- 2018: Orenda (Noise Appeal Records)